# Monthureux-le-Sec
Monthureux-le-Sec – miejscowość i gmina we Francji, w regionie Grand Est, w departamencie Wogezy.
Według danych na rok 1990 gminę zamieszkiwało 177 osób, a gęstość zaludnienia wynosiła 16 osób/km² (wśród 2335 gmin Lotaryngii Monthureux-le-Sec plasuje się na 868. miejscu pod względem liczby ludności, natomiast pod względem powierzchni na miejscu 531.).